# ウラジーミル・ムラヴィヨフ
ウラジーミル・パヴロヴィチ・ムラヴィヨフ（ロシア語: Владимир Павлович Муравьёв, ラテン文字転写: Vladimir Pavlovich Muravyov、1959年9月30日 - ）は、ソビエト連邦の陸上競技選手。1980年モスクワオリンピック、1988年ソウルオリンピックの金メダリストである。カザフ・ソビエト社会主義共和国カラガンダ出身。

## 経歴
ムラヴィヨフは、1980年モスクワオリンピックの100mと4×100mRに出場。100mでは6位に終わったものの、4×100mRではソ連チームの第1走者を務め、ニコライ・シドロフ、アンドレイ・プロコフィエフ、アレクサンドル・アクシニンとともに金メダルを獲得。1983年の第1回世界選手権では200mと4×100mRに出場し、200mは準決勝で敗退してしまったが、4×100mRでは銅メダルを獲得した。
1984年ロサンゼルスオリンピックは、ソ連が出場をボイコットしたため出場できなかったが、1986年のヨーロッパ選手権では4×100mRで金メダルを獲得した。さらに翌年の1987年の世界選手権では100mと4×100mRに出場。100mは2次予選で敗退したが、4×100mRではアメリカに次いで銀メダルを獲得した。
そして、ムラヴィヨフは、1988年のソウルオリンピックに2大会ぶりとなる出場を果たす。4×100mRに、ビクトル・ブリズギン、ウラジミール・クリロフ、ビタリー・サビンとともに挑み、予選で失格してしまったアメリカに代わり、モスクワ大会に引き続き金メダルを獲得した。

## 自己ベスト
- 100m - 10秒20 (1986年)
- 200m - 20秒34 (1984年)

## 主な実績
| 年   | 大会                             | 場所                         | 種目    | 結果 | 記録   |
| ---- | -------------------------------- | ---------------------------- | ------- | ---- | ------ |
| 1980 | オリンピック                     | モスクワ(ソビエト連邦)       | 100m    | 6位  | 10秒44 |
| 1980 | オリンピック                     | モスクワ(ソビエト連邦)       | 4×100mR | 1位  | 38秒26 |
| 1981 | ヨーロッパ室内陸上競技選手権大会 | グルノーブル(フランス)       | 60m     | 2位  | 5秒76  |
| 1982 | ヨーロッパ陸上競技選手権大会     | アテネ(ギリシャ)             | 200m    | 7位  | 20秒76 |
| 1983 | 世界陸上競技選手権大会           | ヘルシンキ(フィンランド)     | 4×100mR | 3位  | 38秒41 |
| 1986 | ヨーロッパ陸上競技選手権大会     | シュトゥットガルト(西ドイツ) | 4×100mR | 1位  | 38秒29 |
| 1987 | 世界陸上競技選手権大会           | ローマ(イタリア)             | 4×100mR | 2位  | 38秒02 |
| 1988 | オリンピック                     | ソウル(韓国)                 | 4×100mR | 1位  | 38秒19 |